# Graciela Saralegui
Graciela María Saralegui Leindekar (Montevideo, 21 de setiembre de 1925 - 6 de mayo de 1966) fue una narradora y poeta uruguaya.

## Biografía
En su infancia vivió en el campo. En la Facultad de Humanidades estudió literatura y publicó a los 16 años su primer libro de poemas. Dicho libro, titulado Hilera de tréboles, contó con un poema a modo de prólogo de Fernán Silva Valdés e ilustraciones de varios artistas nacionales, como Guma Zorrilla.
A los 20 años obtuvo, de parte del Ministerio de Instrucción Pública, un premio por su libro Mares vegetales, el cual contó con dibujos de Nerses Ounanian. Dos años más tarde, vuelve a obtener dicho premio, esta vez con su obra Silbidos azules.[cita requerida]
En 1953 su publica su libro Sombras sin sueño, con viñetas de Ayax Barnes. Con estos textos, ganó el Concurso Hispanoamericano de Poesías, llevado a cabo en Ecuador. A mediados de esa década se radica en Punta del Este, donde fundó el Centro de Artes y Letras.
Tuvo la iniciativa de establecer una colección editorial de cuadernos con obras breves de autores uruguayos, fruto de la cual se publicó en 1962, el cuento El cocodrilo de Felisberto Hernández con ilustraciones de Glauco Capozzoli.
Colaboró con varios diarios y revistas de Uruguay y dictó conferencias en varias ciudades latinoamericanas, como Montevideo, Quito, Guayaquil y Santiago de Chile.
Falleció en 1966 a causa de un accidente automovilístico. Al morir dejó inédito un libro de cuentos.

## Obra
- Hilera de tréboles (1942)
- Potros enlazados (1949)
- Mares vegetales (1950)
- Sombras sin sueño (1953)
- Tocando fondo (1965)